# Фомин, Борис Иванович (композитор)
Бори́с Ива́нович Фоми́н (12 апреля 1900, Санкт-Петербург — 25 октября 1948, Москва) — советский композитор, аккордеонист, сочинявший главным образом романсы и песни.

## Биография
Музыкальные способности Фомина проявились рано: ещё в 4 года он научился играть на аккордеоне. Его родители поначалу восприняли это отрицательно, поскольку желали видеть его крупным чиновником, офицером или учёным, но никак не музыкантом.
Однако позднее его всё же отдали в реальное училище. Одновременно он брал уроки у пианистки А. Н. Есиповой.
После Первой мировой войны и Октябрьской революции 1917 года его отцу было предложено место в новом госаппарате, и в 1918 году семья переехала в Москву.
В 1919 году ушёл на фронт, затем работал на восстановлении фронтовых железных дорог. Спустя некоторое время начал давать концерты прямо на фронте.
Вернувшись в Москву, продолжил сочинение музыки и пробовал себя во многих музыкальных жанрах, например в оперетте и балете. Однако его призванием был романс.
По возвращении с фронта он сразу заявил себя мастером романса. Один из первых — тот, что впоследствии обошёл весь мир и исполняется до сих пор — «Только раз бывает в жизни встреча». Его он посвятил цыганской певице Марии Фёдоровне Масальской. Среди других романсов известны «Дорогой длинною» на стихи К. Подревского (английская версия под названием «Those Were the Days» стала хитом в 1968 году в исполнении Мэри Хопкин), «Эй, друг-гитара», «Твои глаза зелёные» и многие другие.
Однако на Всероссийской музыкальной конференции в Ленинграде в 1929 году романс был признан контрреволюционным жанром и, соответственно, запрещён. После этого творчество Фомина было предано забвению.
В 1937 году Фомин попал в Бутырскую тюрьму, где провёл около года.
Однако с началом войны в его творчестве начался новый подъём. В годы войны он сочинил 150 фронтовых песен, создал вместе с друзьями фронтовой театр «Ястребок» при клубе МВД — на многие месяцы это был единственный театр в Москве, к тому же выпускавший концертные программы и спектакли, созвучные времени. Многие песни Фомина — «И не раз, и не два», «Жди меня», «Тихо в избушке», «Письмо с фронта» сразу после премьеры разлетались по стране.
По окончании войны Фомина настигла новая волна забвения. Он умер в 1948 году. Похоронен на Введенском кладбище (10 уч.).
Большинство своих произведений Фомин исполнял по памяти и не делал к ним нотных записей. Они не сохранились. До сих пор не найдены и некоторые сочинения, ноты которых были изданы Фоминым в 1920-е годы.

## Сочинения

### Романсы
- «Беседка», сл. М. Макарова
- «Благодарю, не надо» («Последнее письмо»), сл. Н. Коваля[2]
- «Болотные огни», сл. Оскара Осенина
- «Быть может, я жестоко ошибусь», сл. Каплан[3]
- «Вечера забытые», сл. Константина Подревского
- «Вольная», сл. О. Фоминой (Б. Фомина?)[4]
- «В саду опустелом», сл. Михаила Лахтина
- «Всё впереди», сл. Александра Лугина[5]
- «Всё та же песня», сл. Павла Германа
- «Газовая косынка», сл. М. Козырева[6]
- «Два мира», сл. Михаила Лахтина
- «Две слезы», сл. Дмитрия Угрюмова
- «Дорогой длинною», сл. Константина Подревского[7]
- «Изумруд», сл. Анатолия Д’Актиля[8]
- «И не раз, и не два», сл. Григория Гридова
- «И я уйду», сл. Павла Германа
- «Как видно суждено», сл. Оскара Осенина
- «К тебе, мой друг», сл. Э. Эльпорта[9]
- «Люди из тумана», сл. Бориса Тимофеева
- «Меня не греет шаль», аранжировка, сл. Е. Оболенской
- «Мимо… Мимо…», сл. Оскара Осенина
- «Мне без вас так грустно», сл. неизв. автора
- «Моя золотая», сл. Константина Подревского[10]
- «Мы расставались, как двое прохожих», сл. Константина Подревского
- «Мы только знакомы, как странно», сл. Льва Пеньковского
- «Не говори», сл. Оскара Осенина
- «Не жалею», сл. Павла Германа
- «Нежданным ураганом», сл. М. Каштановой[11]
- «Нет, жизнь не уйдет», сл. Анатолия Д’Актиля
- «Никогда, ничего…», сл. Оскара Осенина
- «Но будет поздно», сл. Бориса Тимофеева
- «Новая песня», сл. Анатолия Д’Актиля
- «Но ты была тогда со мною», сл. Круглова
- «Оглянись», сл. Бориса Тимофеева[12]
- «Огоньки далекие», сл. Оскара Осенина
- «Осколки», сл. Константина Подревского
- «Отцветает, отцвело», сл. ***
- «Песня о счастье», сл. Людмилы Давидович[13]
- «Плачь, если плакать хочешь ты», сл. Константина Подревского
- «Пой, цыган!», сл. Бориса Тимофеева[14]
- «Полно, сокол, не грусти», сл. Ильи Финка
- «Прости меня за все», сл. Льва Дризо
- «Простить тебя не хватит сил», сл. Константина Подревского
- «Простые слова», сл. Павла Германа
- «Прощай, ты не поймешь», сл. Константина Подревского
- «Пусть в тревоге душа», сл. Оскара Осенина[15]
- «Рассвет», сл. Павла Германа
- «Родная», сл. Павла Германа
- «Розы сорванные», сл. Михаила Лахтина
- «Саша», сл. Павла Германа[16]
- «Свободная, певучая», сл. Анатолия Д’Актиля
- «С годами все забудем», сл. Михаила Лахтина
- «Спит деревушка», сл. Павла Германа[17]
- «Старые ноты», сл. неустановленного автора, сохранился только текст
- «С тех пор, как ты ушла», сл. Оскара Осенина
- «Табор», сл. Павла Германа
- «Так просто», сл. Константина Подревского
- «Твои глаза зелёные», сл. Константина Подревского[18]
- «Только раз», сл. Павла Германа[19]
- «Ты слишком много лгал», сл. Бориса Тимофеева
- «Ты звени моя гитара», романс исп. П.Спевская при участии автора /рояль/ и гитар: Б. Кремотат и М. Минина
- «Уйди, мой друг», сл. Михаила Лахтина
- «Улыбнись», сл. Павла Германа[20]
- «Часы считать», сл. Павла Германа
- «Эй, друг-гитара», сл. Бориса Тимофеева[21]
- «Я буду знать», сл. Константина Подревского
- «Я все отдам», сл. Константина Подревского
- «Я помню шумные слова», сл. Константина Подревского
- «Я старше вас», сл. Бориса Тимофеева[22]

### Русские песни
- «Бейся, сердце», сл. Константина Подревского
- «Брось тревогу», сл. Константина Подревского
- «Сердце девичье» («Под окном черёмуха колышется»), сл. Бориса Тимофеева
- «Снова влюблена», сл. Анатолия Д’Актиля
- «Старое сброшено», сл. Константина Подревского
- «Травушка муравушка», муз. обработка

Интимные песенки
- «Айзик», сл. Константина Подревского
- «Багдадский вор», сл. Константина Подревского
- «Вы плачете, детка», сл. Б. Кормилицына
- «Ковбой Джим» — утрачена
- «Магараджа», сл. Бориса Тимофеева[23]
- «Маленький Джонни», сл. Веры Инбер
- «Маска смеха», сл. Константина Подревского
- «Одалиска», сл. Михаила Гальперина
- «Песенка Клэр о Париже», сл. А. Платова
- «Пилот Вирт» — утрачена
- «Таити-Трот», аранжировка, сл. Константина Подревского[24]
- «Так просто — совсем легко», сл. Константина Подревского
- «Три маленьких розы»[25], сл. Александра Перфильева[26], посвящена жене композитора Марии Сергеевне Небольсиной-Масальской.

Песни Второй мировой войны
- «Бродяга-ветер», сл. Ильи Финка
- «Гармонист кудрявый», сл. Ильи Финка
- «Гвардейская походная», сл. Ильи Финка
- «Жди меня», сл. Константина Симонова
- «Курьер за счастьем», сл. Долева и Данцигера
- «Ленинградская провожальная», сл. Осипа Колычева
- «Минуты жизни», сл. Н. Коваля[27]
- «Москвичи», сл. М. Одинцова
- «Настанет день», сл. Павла Германа
- «Первый снег», сл. Ильи Финка
- «Песенка-шутка о любви», сл. Н. Коваля
- «Письмо с фронта», сл. Павла Германа
- «По Садовому кольцу», сл. Н. Коваля
- «Пусть пурга», сл. Григория Гридова
- «Светлая Москва», сл. Ильи Финка
- «Счастливый возраст», сл. Павла Германа
- «Сыновья» (Налей-ка рюмку, Роза!, сл. Ильи Финка[28]
- «Тихо в избушке», сл. Павла Германа[29]
- «Широкая дорога», сл. М. Кримкера

Хореографические эскизы
- «Барбекю-Минор» (уан-степ)
- «Лазурь» (танго)
- «Лунный танец» (фокстрот)
- «Маро» (фокстрот)
- «Миус-Трот» (фокстрот)
- «Цыганская венгерка», две вариации

### Балеты
- «Макс и Мориц», либретто Вадима Шершеневича
- «Мойдодыр»
- «Хрустальный башмачок»

Оперетты
- «Испанская таверна» — утрачена
- «Карьера Пирпойнта Блэка», текст Алексея Файко и Константина Подревского
- «Одураченный евнух» — утрачена